# RMC Sport (agence de presse)
Pour les articles homonymes, voir RMC (homonymie).
Cet article concerne l'agence de presse. Pour les chaînes RMC Sport, voir RMC Sport.
RMC Sport est une agence de presse française plurimédia spécialisée dans les nouvelles de sport. Elle est créée par NextRadioTV en 2008.

## Fonctionnement
Les différents médias (radio, télévision, presse écrite, internet) chargés de produire les contenus de l'agence à partir de l'information collectée par ses reporters, sont rassemblés dans une salle de presse qui constitue la première rédaction sportive intégrée et totalement plurimédia en France.
Au sein de NextRadioTV, elle fabrique ainsi les programmes sport de la radio éponyme RMC (Luis attaque, Moscato Show, Coach Courbis, Larqué Foot, After Foot, Team Duga etc.), tous les programmes de BFM Sport (depuis juin 2016), conçoit tous les reportages sport de BFM TV et édite le site rmcsport.fr.
RMC Sport produit également des contenus plurimédias pour des clients extérieurs. Depuis sa création, l'agence a compté et compte parmi ses clients le magazine VSD, les chaînes de télévision TF1, M6 et C8 ou encore les sites internet de PMU et de MSN.

### Identité visuelle (logos)

Logo de RMC Sport de juillet 2008 au 3 juillet 2018.
Logo de RMC Sport depuis le 3 juillet 2018.

## Collaboration
Dans sa nouvelle formule en octobre 2008, La Tribune, rachetée par la holding personnelle d'Alain Weill, News Participations, avait prévu « une couverture quotidienne du sport », via deux angles : les résultats sportifs et le business du sport. Le repositionnement du journal l'a conduit à arrêter le sport fin 2010.
En novembre 2008, Michel Moulin a lancé Le 10 Sport, un quotidien sportif avec une forte dominante footballistique. NextRadioTV a détenu 19 % du capital de ce concurrent de L'Équipe et a fourni - à travers l'agence RMC Sport - une douzaine de pages du quotidien jusqu'en septembre 2009.
En février 2010, RMC Sport, fournit le contenu éditorial des pages sportives nationales et internationales de Nice-Matin et de toutes ses éditions : Var-Matin, Corse Matin.
De janvier à juillet 2011, en plus de sa production d'agence quotidienne, RMC Sport fournissait le contenu du magazine hebdomadaire gratuit Direct Sport, édité par le groupe Bolloré.
L'agence RMC Sport coproduit les talk-shows du lundi soir sur CFoot (C le club, C le talk), depuis le lancement de la chaîne de la Ligue de football professionnel sur la TNT payante, le 28 juillet 2011. RMC Sport met, entre autres, à disposition deux de ses consultants vedettes : Rolland Courbis et Jean-Michel Larqué.

## Personnel

### Consultants
L'équipe de consultants est surnommée « La Dream Team RMC ».
Basket-ball :
- Stephen Brun (Depuis 2016)
- Frédéric Weis (Depuis 2016)

Cyclisme :
- Jérôme Coppel (Depuis 2018)
- Cyrille Guimard (Depuis 2009)
- Marc Madiot (Depuis 2020)
- Jérôme Pineau (2016-2018 puis 2023-)

Football :
- Lionel Charbonnier (Depuis 2016)
- Rolland Courbis (Depuis 2008)
- Andy Delort (Depuis 2023)
- Kévin Diaz (Depuis 2016)
- Éric Di Meco (Depuis 2008)
- Johan Djourou (Depuis 2021)
- Christophe Dugarry (2016-2020 puis 2023-)
- Jean-Michel Larqué (2008-2018 puis 2019-)
- Pascal Olmeta (Depuis 2021)
- Emmanuel Petit (Depuis 2016)
- Sébastien Piocelle (Depuis 2017)
- Jérôme Rothen (Depuis 2015)
- Steve Savidan (2015-2016 puis 2023-)
- Tony Vairelles (Depuis 2023)
- Jean-Luc Vasseur (Depuis 2022)

Rugby :
- Julien Brugnaut (Depuis 2021)
- Denis Charvet (Depuis 2008)
- Yann Delaigue (Depuis 2023)
- Vincent Moscato (Depuis 2008)
- Richard Pool-Jones (Depuis 2008)
- Philippe Saint-André (2008-2011, 2016-2021 puis 2023-)

Sports d'hiver :
- Sébastien Amiez (Depuis 2009)
- Marie Martinod (Depuis 2017)

Tennis :
- Sarah Pitkowski (Depuis 2008)
- Florent Serra (Depuis 2016)
- Marion Bartoli (Depuis 2021)

Autres sports :
- Athlétisme : Renaud Longuèvre (Depuis 2022)
- Boxe : John Dovi (Depuis 2017)
- Handball : Olivier Girault (2013-2018 puis 2019-)
- Judo : David Douillet (Depuis 2020)
- Natation : Sophie Kamoun (Depuis 2015)
- MMA : Taylor Lapilus (Depuis 2020)
- Sports mécaniques : Jean-Luc Roy (Depuis 2008)

Certains sportifs sont consultants durant leur carrière en partageant leur préparation pour de grands événements
- Romain Grosjean (Formule 1 de 2013 à 2016)
- Yannick Agnel (Natation en 2012 et 2016)
- Camille Muffat (Natation en 2012)
- Nikola Karabatic (Handball en 2012)
- Kévin Mayer (Décathlon en 2016)
- Clarisse Agbegnenou (Judo en 2016)

### Journalistes de la rédaction
Présentateurs : 
- Adrien Aigoin
- Dimitri Blanleuil
- Benoit Boutron
- Gilbert Brisbois
- Sonia Carneiro
- Christophe Cessieux
- Thomas Desson
- Pierre Dorian
- Jean-Christophe Drouet
- Thibaut Giangrande
- Nicolas Jamain
- Houssem Loussaief
- Flora Moussy
- François Pinet
- Jean-Louis Tourre
- Nicolas Vilas

Éditorialistes : 
- Walid Acherchour
- Simon Dutin
- Florent Gautreau
- Thibaud Leplat
- Christophe Paillet
- Daniel Riolo
- Sofiane Zouaoui

Drôles de dames :
- Polo Breitner pour l'Allemagne
- Johann Crochet pour l'Italie
- Frédéric Hermel pour l'Espagne
- Julien Laurens pour l'Angleterre

Chefs d'édition :
- Jimmy Braun
- Nicolas Ledru
- Frédéric Pouhier
- Jérémy Sirvin
- Jérôme Thomas
- Antoine Wargnier
- Flavien Ziolkowski

Réalisateurs de documentaires :
- Pierre-Henri Cachera
- Nathan Franchi
- Nicolas Lansalot
- Romain Poujaud

Reporters et commentateurs :
- Romain Asselin
- Alexandre Biggerstaff
- Yohann Bredow
- Loic Briley
- Winny Claret
- Joris Crolbois
- Rémi Dumont
- Fabrice Hawkins
- Valentin Jamin
- Alexandre Jaquin
- Christopher Lecoq
- Morgan Maury
- Kévin Morand
- Loïc Moreau
- Nicolas Pelletier
- Arthur Perrot
- Hamza Rahmani
- Anthony Rech
- Jano Resseguié
- Julien Richard
- Éric Salliot
- Jérôme Sillon
- Arnaud Souque
- Julien Taxis
- Aurélien Tiercin
- Arnaud Valadon

Correspondant :
- Jean Bommel (Hauts de France)
- Florent Germain (Marseille)
- Xavier Grimault (Bretagne - Pays de la Loire)
- Edward Jay (Rhône-Alpes)
- Frédéric Joly (Bourgogne-Franche-Comté)
- Paul Laffite (Pays Basque)
- Julien Landry (Languedoc)
- Christophe Lecuyer (Normandie)
- Pierre-Yves Leroux (Bretagne - Pays de la Loire)
- Patrick Muller (Grand Est)
- Nicolas Paolorsi (Nouvelle-Aquitaine)
- David Phellipeau (Bretagne - Pays de la Loire)
- Sébastien Ruffet (Grand Est)
- Jean Félix Scapulat (Corse)
- Damien Tardieu (Auvergne)
- Willfried Templier (Midi-Pyrénées)
- Maxime Tilliette (Côte d'Azur)

## Humoriste
- Julien Cazarre (2010-2016 et depuis 2019)

## RMC Sport Games

Logo des RMC Sport Games

### Présentation
Organisés chaque année de 2008 à 2017, les RMC Sport Games sont la rencontre de la Dream Team RMC et des plus grands champions français pour célébrer l'année sportive écoulée. Pour l'occasion, les émissions sportives de RMC sont délocalisées, en direct des Menuires entre 2008 et 2016. En 2017, la manifestation se déroule dans la station de Val-d'Isère.
De 2014 à 2017, les RMC Sport Games accueillent également la cérémonie des RMC Sport Awards.

### RMC Sport Awards
Cet événement, créé e 2014, récompense d'un trophée, chaque année, au mois de décembre, un sportif français ou bien une équipe, retenu tout d'abord par les auditeurs et les internautes de RMC, puis choisi, par un jury, parmi les cinq noms restant en lice.

## Bourse Marc Van Moere
Depuis 2013, RMC Sport organise un concours sur deux jours pour élèves-journalistes, le lauréat décrochant un CDD de trois mois.